# Arthur von Posadowsky-Wehner

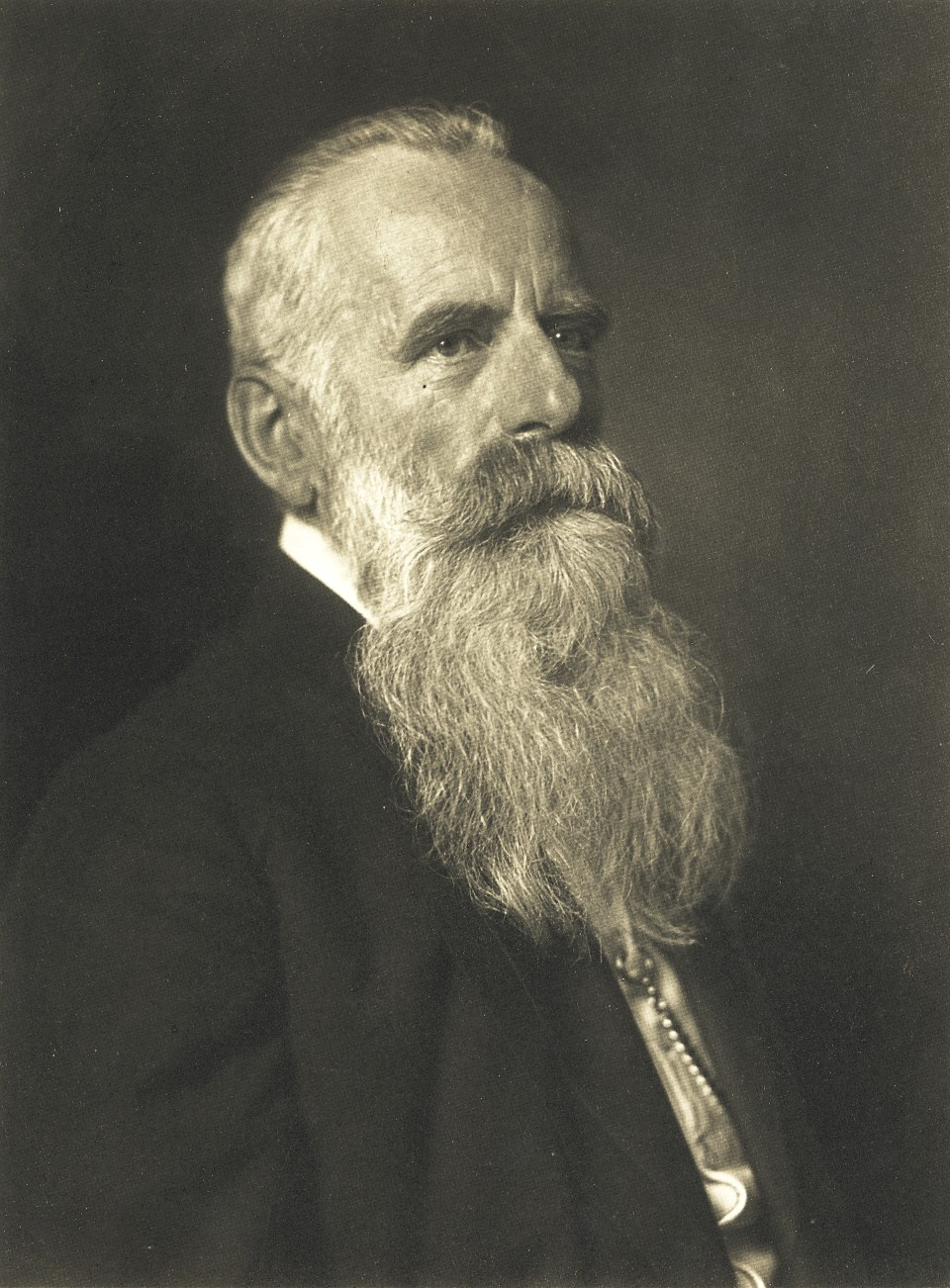
Arthur von Posadowsky-Wehner, gefotografeerd door Nicola Perscheid (voor 1930)

Arthur Adolf Graf von Posadowsky-Wehner, Freiherr von Postelwitz (Groß-Glogau, 3 juni 1845 - Naumburg (Saale), 23 oktober 1932) was een Duits jurist en staatsman.

## Leven
Hij studeerde van 1864 tot 1867 rechten in Berlijn, Heidelberg en Breslau en was vervolgens tot 1869 werkzaam aan het gerecht in laatstgenoemde stad. Van 1873 tot 1882 was hij landraad in de Pruisische provincie Posen en van 1882 tot 1885 namens de Freikonservative Partei lid van het Pruisische Huis van Afgevaardigden.
Hij werd in 1893 benoemd tot secretaris-generaal (staatssecretaris) van Financiën. De posititie van dit rijksministerie tegenover het Pruisische ministerie van Financiën wist hij te verbeteren. Van 1897 tot 1908 was hij secretaris-generaal van Binnenlandse Zaken en vicekanselier. In deze eerste hoedanigheid werkte hij nauw samen met de Zentrumspartei. Hij voerde belangrijke hervormingen op het gebied van economie en hield zich voorts onder meer bezig met een hervorming van de sociale verzekering, het regelen van de arbeidstijd, het verbod op kinderarbeid en verbetering van de moederschapszorg. Hij trad in 1908 af toen rijkskanselier Bernhard von Bülow de samenwerking met de Zentrumspartei beëindigde.
Van 1912 tot 1918 was hij onafhankelijk Rijksdaglid en in 1919 en 1920 fractievoorzitter van de Deutschnationale Volkspartei in de Nationale Vergadering te Weimar. Hij verliet de DNVP in 1920 en was van 1928 tot 1932 namens de Reichspartei für Volksrecht und Aufwertung lid van de Pruisische landdag. Hij stierf op 87-jarige leeftijd in 1932.

## Werk
- 1883: Über die Altersversorgung der Arbeiter
- 1909: Luxus und Sparsamkeit
- 1910: Die Wohnungsfrage als Kulturproblem
- 1932: Volk und Regierung im neuen Reich

- Gemeinsame Normdatei: 118792970
- International Standard Name Identifier: 0000 0000 8376 9878
- Nationale Bibliotheek van Tsjechië: skuk0001127
- Nationale Bibliotheek van Polen: a0000002995331
- Virtual International Authority File: 42634067
- WorldCat: E39PBJj4mCfR8g7Rtj9xymkbh3